# Chriebtowyj
Chriebtowyj (ros. Хребтовый) – osiedle w Rosji, w Kraju Krasnojarskim, w rejonie boguczańskim. W 2010 liczyło 1599 mieszkańców.